# Caras
A revista Caras é uma publicação mensal de imprensa rosa argentina e brasileira. É editada na Argentina pela Editorial Perfil e foi inicialmente editada no Brasil pela Editora Abril em 1993, tendo sido lançada dois anos depois em Portugal, a 6 de setembro de 1995, após a parceria entre a Editora Abril e o Grupo Impresa, e dirigida desde então por Fernanda Dias. Em 2004, foi lançada uma edição angolana da revista, inicialmente como subprojeto da edição portuguesa.

## Editora Caras
A Editora Caras é comandada pelo jornalista e empresário argentino Jorge Fontevecchia e tem parte do capital controlado pela família Civita, dona do Grupo Abril.
Em julho de 2014 a Editora Caras adquiriu as revistas Aventuras na História, Bons Fluidos, Manequim, Máxima, Minha Casa, Minha Novela, Recreio, Sou+Eu, Vida Simples e Viva Mais, em julho de 2015 a editora adquiriu as revistas AnaMaria, Arquitetura & Construção, Contigo!, Placar, Tititi, Você RH e Você S/A todas da Editora Abril.
Em 2016 a Editora Abril readquiriu os títulos Placar, Você S/A, Você RH, Arquitetura & Construção e Minha Casa, vendidas a Editora CARAS no ano anterior.
Em 2018 a Editora Caras passou a ser subsidiária integral do grupo latino americano Editorial Perfil, e no ano passou a ser Grupo Perfil Brasil junto com outras grandes marcas.

### Revistas
- AnaMaria
- Aventuras na História
- Contigo!
- Máxima